# Polycyathus fulvus
Espèce
Statut CITES
Polycyathus fulvus est une espèce de coraux appartenant à la famille des Caryophylliidae.